# Богомолов, Владислав Николаевич
Владисла́в Никола́евич Богомо́лов (14 сентября 1919, деревня Тараканово, Иваново-Вознесенская губерния — 9 февраля 1997, Королёв, Московская область) — советский конструктор-двигателист.
Главный конструктор ОКБ № 2 (КБХМ им. А. М. Исаева) с 1971 по 1985 год, доктор технических наук (1971), профессор. Герой Социалистического Труда (1961). Лауреат Ленинской премии.

## Биография
Родился в 1919 году в деревне Тараканово Южской волости Вязниковского уезда Владимирской губернии (ныне Южский район Ивановской области).
В 1937 году поступил в Московский авиационный институт. В связи с войной обучение было прервано. С 1940 по 1944 годы работал конструктором на заводе № 301 в Химках, затем в Новосибирске, куда завод был эвакуирован.
В 1946 году окончил институт и был распределён в НИИ-1 МАП. С этого момента карьера Богомолова связана с Алексеем Михайловичем Исаевым. Благодаря своему опыту, выпускник института сразу был назначен ведущим конструктором по стартовому ускорителю (СУ-1500) для самолётов. Жидкостной ракетный ускоритель СУ-1500 разрабатывался для первых реактивных бомбардировщиков Ил-28 и Ту-14 и был принят на вооружение в 1952 году.
В 1947 году в НИИ-1 МАП создается ОКБ-2 под руководством А. М. Исаева, которое участвует в работах по ракетной технике. В мае 1948 года оно передается в НИИ-88 Министерства вооружения, где преобразуется в отдел № 9 Специального конструкторского бюро. В 1952 году на базе отдела № 9 образуется ОКБ-2 НИИ-88.
В марте 1952 года Богомолов назначен заместителем главного конструктора ОКБ-2.
В 1958 году за разработку двигателей для второй ступени ракет ЗРК С-75 Богомолов награждён Ленинской премией.
ОКБ-2 разработало тормозную двигательную установку (ТДУ) для будущего космического корабля «Восток», которая в дальнейшем применялась и на «Восходе» и спутниках фоторазведки «Зенит-2».
В 1971 году после смерти А. М. Исаева Богомолов становится главным конструктором Конструкторского бюро химического машиностроения (переименовано из ОКБ-2 в 1967 году).
Под руководством В. Н. Богомолова или с его участием созданы ЖРД и двигательные установки для космических станций «Салют», «Мир», автоматических аппаратов «Луна», «Марс», «Венера», «Зонд», «Молния», «Космос».
В 1985 году по состоянию здоровья Владислав Николаевич уходит на пенсию, но остаётся работать в КБ на должности старшего научного сотрудника и консультанта вплоть до 1992 года.
Умер 9 февраля 1997 года. Похоронен на Невзоровском кладбище (Московская область, Пушкинский район).

## Память
- Именем Богомолова названа улица в Королёве.
- На доме в Королёве по адресу ул. Богомолова 2 — в 2001 году установлена мемориальная доска с текстом: «Улица названа в память Богомолова Владислава Николаевича, главного конструктора КБ Химмаш им. А. М. Исаева, Героя Соцтруда, лауреата Ленинской премии, почетного гражданина г. Королёва»[1].

## Награды
- 17 июня 1961 года указом Президиума Верховного Совета СССР за большой вклад в создание ракетной техники и осуществление первого в мире полета человека в космос Богомолову В. Н. присвоено звание Героя Социалистического Труда.
- Награждён тремя орденами Ленина, орденом Октябрьской Революции и медалями.
- Лауреат Ленинской премии и премии Совета Министров СССР.
- Заслуженный деятель науки и техники РФ.
- Почётный гражданин города Королёва.